# أوتشي ليه مينيس
أوتشي ليه مينيس (بالفرنسية: Auchy-les-Mines)‏ هي بلدية تقع في إقليم باد كاليه من منطقة نور با دو كاليه في شمال فرنسا. تبلغ مساحة هذه المدينة 5.1 (كم²)، وترتفع عن سطح البحر 26 م، يبلغ عدد سكانها 4459 نسمة حسب إحصاء المعهد الوطني للإحصاء والدراسات الاقتصادية سنة 2009 م. وترأس Jean Clarisse البلدية خلال فترة (2008-2014).